# Ville-aux-Dames
Ville-aux-Dames é uma comuna francesa na região administrativa do Centro, no departamento Indre-et-Loire. Estende-se por uma área de 8 km². Em 2010 a comuna tinha 5 613 habitantes (densidade: 701,6 hab./km²).
Na vila não é necessário carta de condução para manobrar veículos pesados, nomeadamente tractores .